# Ann Milhench
Ann Milhench (* 1. Januar 1962) ist eine US-amerikanische ehemalige Schauspielerin der 1980er Jahre.

## Leben
Milhench verkörperte in den mittleren 1980er Jahren einige Rollen in den sogenannten philippinischen Z-Movies. Ihr Debüt gab sie 1983 in den Spielfilmen Fireback – Ich will keine Gnade und Einsatzkommando Wildgänse in Nebenrollen. Im Folgejahr hatte sie eine Besetzung in Operation Overkill inne. 1985 war sie in einer Reihe von Filmproduktionen zu sehen. Unter anderen verkörperte sie im Actionfilm Sloane – Die Gewalt im Nacken die Rolle der Janice Thursby, die Opfer einer Entführung wurde und die titelgebende Hauptrolle in die Handlung ruft.
1987 heiratete sie und wohnt abwechselnd auf den Philippinen und in den USA. Sie zog sich aus der Öffentlichkeit zurück.

## Filmografie
- 1983: Fireback – Ich will keine Gnade (Fireback)
- 1983: Einsatzkommando Wildgänse (Hunter's Crossing)
- 1984: Operation Overkill (Warriors of the Apocalypse)
- 1985: Ninja Jäger (Blood Debts)
- 1985: Sloane – Die Gewalt im Nacken (Sloane)
- 1985: Zuma
- 1985: Die 9 Leben der Ninja (Nine Deaths of the Ninja)